# Im Seung-hwi
Im Seung-hwi (ur. 3 lutego 1946) – północnokoreański piłkarz występujący na pozycji pomocnika. Uczestnik Mistrzostw Świata 1966.

## Kariera klubowa
Podczas angielskiego Mundialu Im reprezentował barwy klubu Kwietna Pjongjang.

## Kariera reprezentacyjna
Im Seung-hwi występował w reprezentacji Korei Północnej w latach sześćdziesiątych. W 1965 roku uczestniczył w zwycięskich meczach eliminacji Mistrzostw Świata 1966 z Australią. Rok później pojechał na finały Mistrzostw Świata, na których był pierwszym bramkarzem i wystąpił we wszystkich 4 spotkaniach z ZSRR, Chile, Włochami w grupie oraz z Portugalią w ćwierćfinale.